# Synapsis masumotoi
Synapsis masumotoi là một loài bọ cánh cứng trong họ Bọ hung (Scarabaeidae).